# Flug- und Fahrzeugwerke Altenrhein
La Flug- und Fahrzeugwerke Altenrhein AG, nota anche con la sigla FFA, è un'azienda svizzera fondata da Claudio Caroni nel 1949, acquisendola dal governo svizzero dopo averla diretta nel periodo successivo al termine della seconda guerra mondiale. Attiva nella produzione ferroviaria e aeronautica di velivoli ad uso civile, militare e parti conto terzi, è poi passata a occuparsi della revisione di velivoli ad uso civile.

## Storia

### Il periodo interbellico
L'azienda ha origine nel 1924 su iniziativa dell'imprenditore e progettista tedesco Claude Dornier che per aggirare le limitazioni imposte alla Germania dal Trattato di Versailles in seguito alla fine della prima guerra mondiale, cercava una sede esterna all'allora Repubblica di Weimar per continuare la propria attività in campo aeronautico. La scelta venne motivata in quanto i rapporti commerciali con la Svizzera avevano prodotto una collaborazione con la Ad Astra Aero, allora solo una piccola società che testava i velivoli Dornier nell'aerodromo militare di Dübendorf. L'azienda, che assunse la ragione sociale di Dornier-Werke Altenrhein AG venne fondata nel 1924 ma l'attività produttiva non iniziò che tre anni più tardi, nel 1927, con la produzione del Dornier Do J Wal che condivideva con l'italiana CMASA e, nel 1929 con la costruzione dell'unico esemplare svizzero del grande Dornier Do X. Successivamente continuò a produrre aerei da combattimento su commissione della Colombia e fino al 1944 vennero realizzati su licenza velivoli per le Forze aeree svizzere, esportandone solo una modesta quantità in Germania.

### Il dopoguerra
Alla fine del conflitto l'azienda diventò di proprietà del governo svizzero la cui conduzione venne affidata a Claudio Caroni. Successivamente, nel 1949, venne ridenominata la ragione sociale lasciando il marchio storico Dornier per acquisire la nuova ragione sociale Flug- und Fahrzeugwerke Altenrhein AG ed acquistata nel 1952 dallo stesso Caroni.
All'azienda venne commissionato, da parte del dipartimento militare del governo svizzero, un progetto per la fornitura di un aereo da caccia con capacità di attacco leggero per equipaggiare la propria forza aerea con un nuovo modello. Il progetto, designato FFA P-16, però non arrivò mai alla produzione e venne interrotto definitivamente nel 1958 quando il prototipo venne perduto, a causa di un incidente di volo, inabissandosi nel lago di Costanza.
Dal 1972 produrrà, in joint-venture con l'italiana SIAI-Marchetti, un velivolo leggero monomotore da turismo e da addestramento denominato FFA AS-202 Bravo, corrispondente al SIAI-Marchetti SA-202, che ottenne un buon successo commerciale venendo acquistato da diverse aeronautiche militari come addestratore basico, tra cui 48 all'irachena Al-Quwwat al-Jawwiyya al-‘Iraqiyya e 40 all'indonesiana Tentara Nasional Indonesia Angkatan Udara.
Attiva anche nella produzione di carrozze ferroviarie, nel 1987 questo settore venne ceduto alla Schindler AG e la sezione aeronautica a Justus Dornier, quindi abbandonò la produzione di velivoli propri collaborando con l'industria aeronautica militare con gli F-5E Tiger II e F/A-18 Hornet, con la civile collaborando con l'Airbus, occupandosi inoltre della revisione e manutenzione di aerei civili.